# オットー・ニコライ
カール・オットー・エーレンフリート・ニコライ（Carl Otto Ehrenfried Nicolai, 1810年6月9日 – 1849年5月11日）は、ドイツの作曲家・指揮者。1842年にウィーン・フィルハーモニー管弦楽団（の前身フィルハーモニッシュ・アカデミー Philharmonische Academie）の創設、およびシェイクスピアの喜劇に基づくオペラ『ウィンザーの陽気な女房たち』で知られている。5つのオペラのほか、管弦楽曲・合唱曲を作曲している。
プロイセン王国のケーニヒスベルクに生まれた彼は、1819年からフリードリヒ学院に学んだ。父親が金と名声のために厳しいレッスンを行ったため、16歳の時にスタルガルトに逃亡した。1840年代にケルントナートーア劇場の楽長に就任。1849年、脳梗塞で倒れて亡くなった。初演で不評だった『ウィンザーの陽気な女房たち』は死後に高く評価された。

## 生涯

### 幼少期
オットー・ニコライはプロイセン王国のケーニヒスベルク（現ロシア領、カリーニングラード）で音楽家カール・エルンスト・ダニエル・ニコライ（1785年 - 1857年）とクリスティアーネ・ヴィルヘルミーネ・ラウバー（1782年 - 1854年）の長男として生まれ、1810年6月21日に家からほど近いスタインダム教会（Steindamm Church）で洗礼を受けた。両親が離婚すると、別居生活を送り、オットーは当初、ピアノ職人の家族である里親のもとに預けられた。時々、彼は叔父のエーレンフリートと一緒に暮らしていたこともあった。そのうち父親は二度目の結婚をし、オットーを新しい家族に迎え入れ、1826年にニコライの異母妹カサンドラが誕生した。

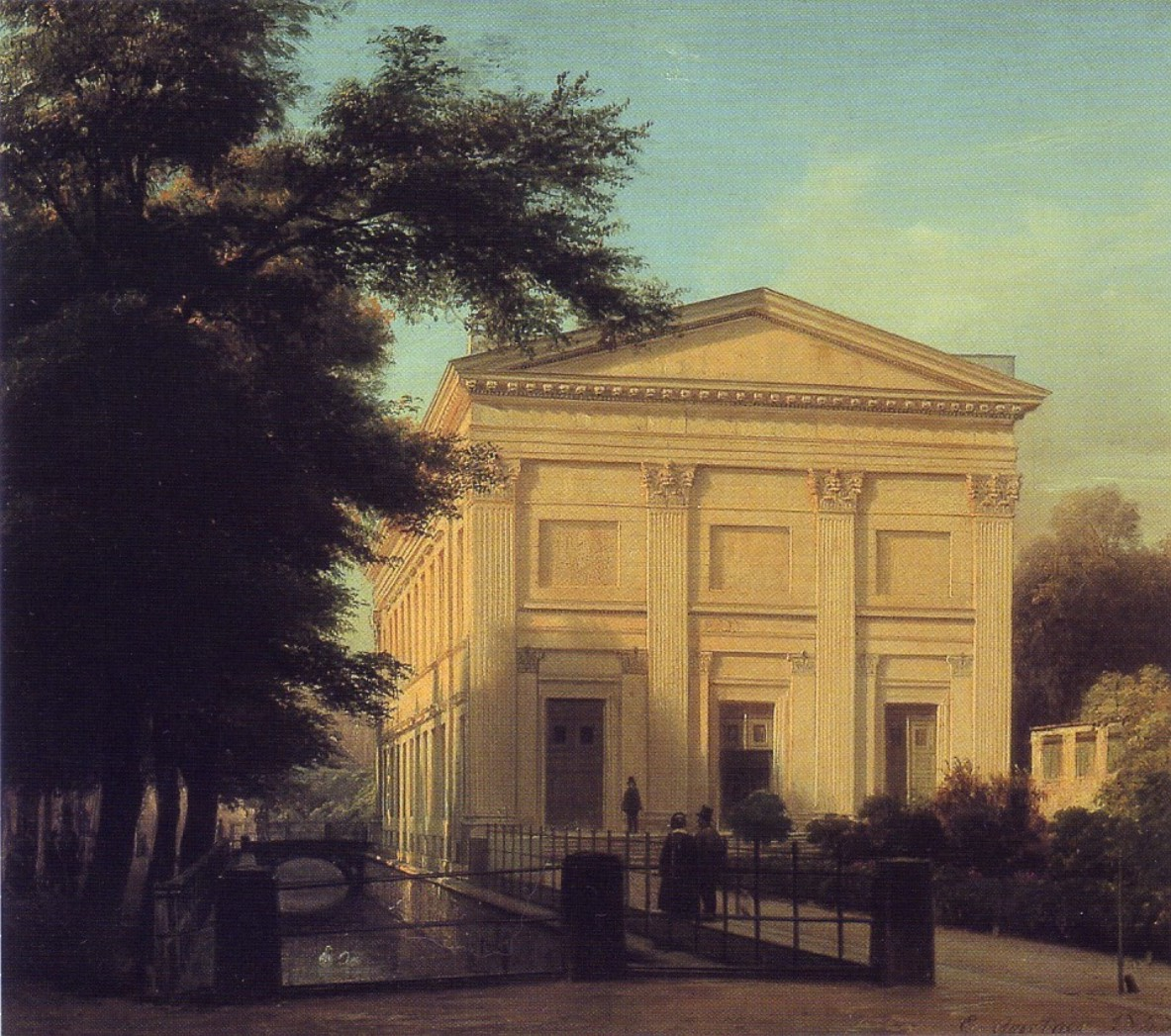
ベルリン芸術大学（1843年）

1819年8月6日以来、ニコライはフリードリヒ学院に学んだ。幼少のころ天与の才を示し、父親が神童と銘打って売り出そうと躍起になったことから、16歳で親元を離れ、当初は部門監査役のアウグスト・アドラー（August Adler）とともにスタルガルトに逃れた。1833年には交響曲第1番を初演するなど、ドイツでの初期の成功を収めた。20歳のとき、ベルリンのカール・フリードリヒ・ツェルターの保護を受けてベルリン・ジングアカデミーの学生として教会音楽を中心に学ぶ。1831年6月27日に行われた演奏会で、ツェルターとその弟子のフェリックス・メンデルスゾーンとともにバッハのマタイ受難曲を蘇演したジングアカデミーの学生として、イエス・キリストのパートを歌った。アカデミーでは、フリードリヒ・シュライアマハー、アウグスト・ハインリヒ・ホフマン・フォン・ファラースレーベン、ゲオルク・ペルヒャウ、メンデルスゾーン一族などと貴重な面識を得た。ニコライは1827年から1830年にかけてベルリン芸術大学でベルンハルト・クライン（作曲）、エミール・フィッシャー（歌）、ルートヴィヒ・ベルガー（ピアノ）とともに研究を修了した。

### ローマ、ウィーン、ベルリンでの生活

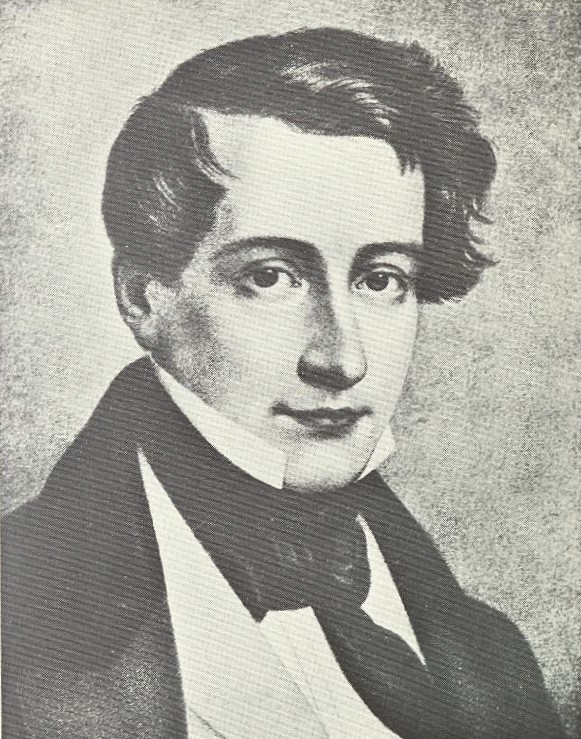
青年期（撮影日不明）

その後、1833年に駐ローマ・プロイセン大使館で空席となったオルガニストの職に応募し、カール・フリードリヒ・ルンゲンハーゲンの推薦でこの職を獲得した。当初ニコライはイタリアのオペラについてはほとんど考えていなかった。しかし、彼のイタリアからの旅行の際の手紙には、イタリアでこの種の音楽が与えた大きな影響を経験して、彼がイタリアの音楽の良さを知ったことが記録されている。彼はまた、『新音楽時報』誌に掲載するためにロベルト・シューマンに送ったプログラム記事の中でもその熱意を表わにした。ローマではフォルトゥナート・サンティーニやジュゼッペ・バイーニと連絡を取り、1835年6月から定期的にレッスンを受けた。この時、彼はパレストリーナなどの古代イタリアの巨匠の作品に熱中していた。1836年4月1日に大使館礼拝堂の職を辞してからは、北イタリアを旅行し、ガエターノ・ドニゼッティやサヴェリオ・メルカダンテと出会う。ここからイタリア風のオペラの作曲に挑戦し初める。
1837年、オットー・ニコライはウィーンのケルントナートーア劇場の楽長にコンラディン・クロイツァーと1年間就任したが、1838年にイタリアに戻り、再びオペラの作曲に専念した。 1840年、当時の条件に従って『神殿の騎士』で世界的な成功を収め、すぐにさらに2つのオペラの依頼を出された。1840年の秋にミラノ・スカラ座の『Il proscritto』の依頼を引き受けたとき、彼は歌手エルミニア・フレッツォリーニと婚約した。だが、彼女はすでにテノール歌手アントニオ・ポッジと結婚していた。フレッツォリーニは『Il proscritto』初演の際に急に現れ、台無しにした。ニコライはこの事態に非常に落胆し、1841年の復活祭後にウィーンで『神殿の騎士』を指揮するという申し出をすぐに受け入れた。そこでもまた大成功だったので、彼はウィーン宮廷歌劇場の初代指揮者に選ばれた。ニコライは当初、特に1841年の秋にすでにトリノで別の任務を引き受けていたため、ウィーンに定住すべきかどうか迷っていたが、経済的に安全なウィーンでの職を優先した。ケルントナートーア劇場の楽長に就任した。特筆すべき活動として、1842年3月にウィーン・フィルハーモニー管弦楽団の前身である宮廷楽団員の自主演奏団体「フィルハーモニッシュ・アカデミー」による最初の演奏会を催している。
1844年に、ベルリンの宮廷礼拝堂Koenigliche Hofkapeleの楽長職を務めていたフェリックス・メンデルスゾーンが退任して空席となったため、ニコライが後任に推されたが、彼自身は晩年の1849年に至るまで、ベルリンに生活の拠点を移すことはなかった。ウィーンでは、オペラを作曲する義務もついていた。ニコライは当初、適切な台本を探すのに実に長い時間を費やした。ドイツ語の翻訳という単純な試みとして始まったものは、徹底的な手直しに終わり、その間に音楽の多くが再度作曲された。この形式で、オペラ『追放された男』はウィーンで大成功を収めました。そこでこの作品を聴いたエクトル・ベルリオーズは、ニコライを当時最も重要なオペラ作曲家の一人と考えた。フリードリヒ・ヴィルヘルム4世に捧げられた聖歌と、ケーニヒスベルク大学創立300周年を記念したコラール『神はわがやぐら』をもとにした祝典序曲により、徐々にベルリンとの関係が再び確立された。ニコライは宮廷オペラのテナントであるカルロ・バロチーノとの争いによりウィーンの楽長としての契約が更新されなかったが、1847年に、合唱団Staats- und Domchor Berlinの指揮者およびロイヤル・オペラ・ハウスの楽長に任命された。
スカラ座のメレッリによって『ナブッコ』の台本製作が依頼されたが、ニコライは拒否した。メレッリは代わりにジュゼッペ・ヴェルディが拒否した『追放された男』を渡した。いわばネレッリはニコライとヴェルディの間で2つの台本を交換していた。ヴェルディの『ナブッコ』は成功を収めたが、1841年にスカラ座で初演されたニコライの『追放された男』は駄作の烙印を押され、1公演で打ち切られた。これはニコライにとって大変な屈辱で、彼は後年になってもヴェルディの実力を認めなかった。

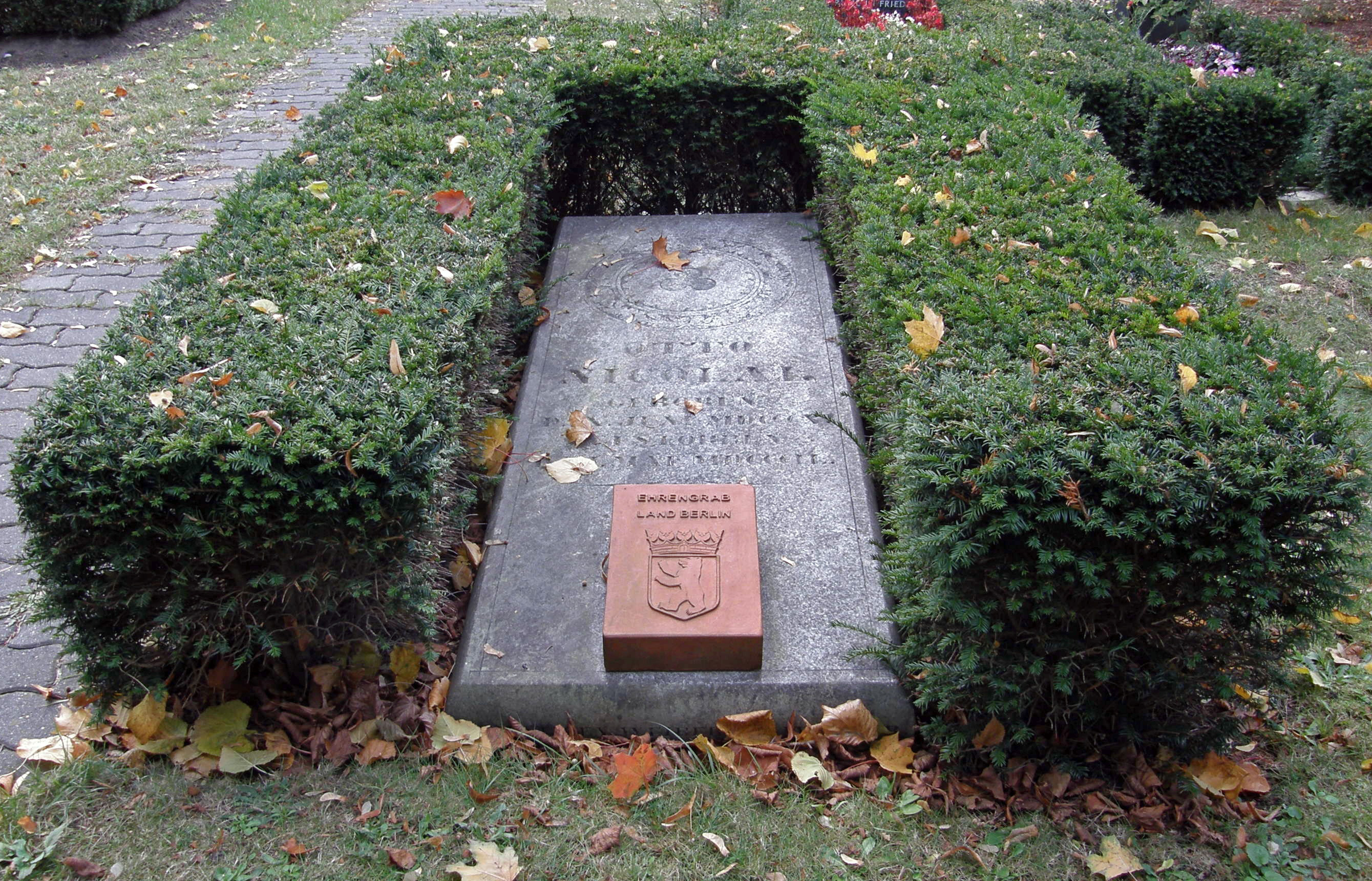
ニコライの墓（2009年10月）

喜歌劇『ウィンザーの陽気な女房たち』の初演から約2ヵ月後、ベルリンの王立歌劇場（現ベルリン国立歌劇場）・宮廷礼拝堂楽長就任の2日前にあたる1849年5月11日の午後、脳梗塞で倒れて息を引き取った。亡くなる数日前にプロイセン王立芸術アカデミー会員への推薦がなされ、死後アカデミー会員に加えられた。国王も葬儀に参列し、棺を馬車で運ばれリーゼン通り近くの墓に埋葬された。1851年にDeutscher Tonkünstlerverbandから寄贈された墓石が設置された。墓の保存のために、ロイヤル・オペラ・ハウスの管理局は1907年に墓を購入した。1956年末以来、ベルリンの名誉ある墓として残されている。

## ギャラリー

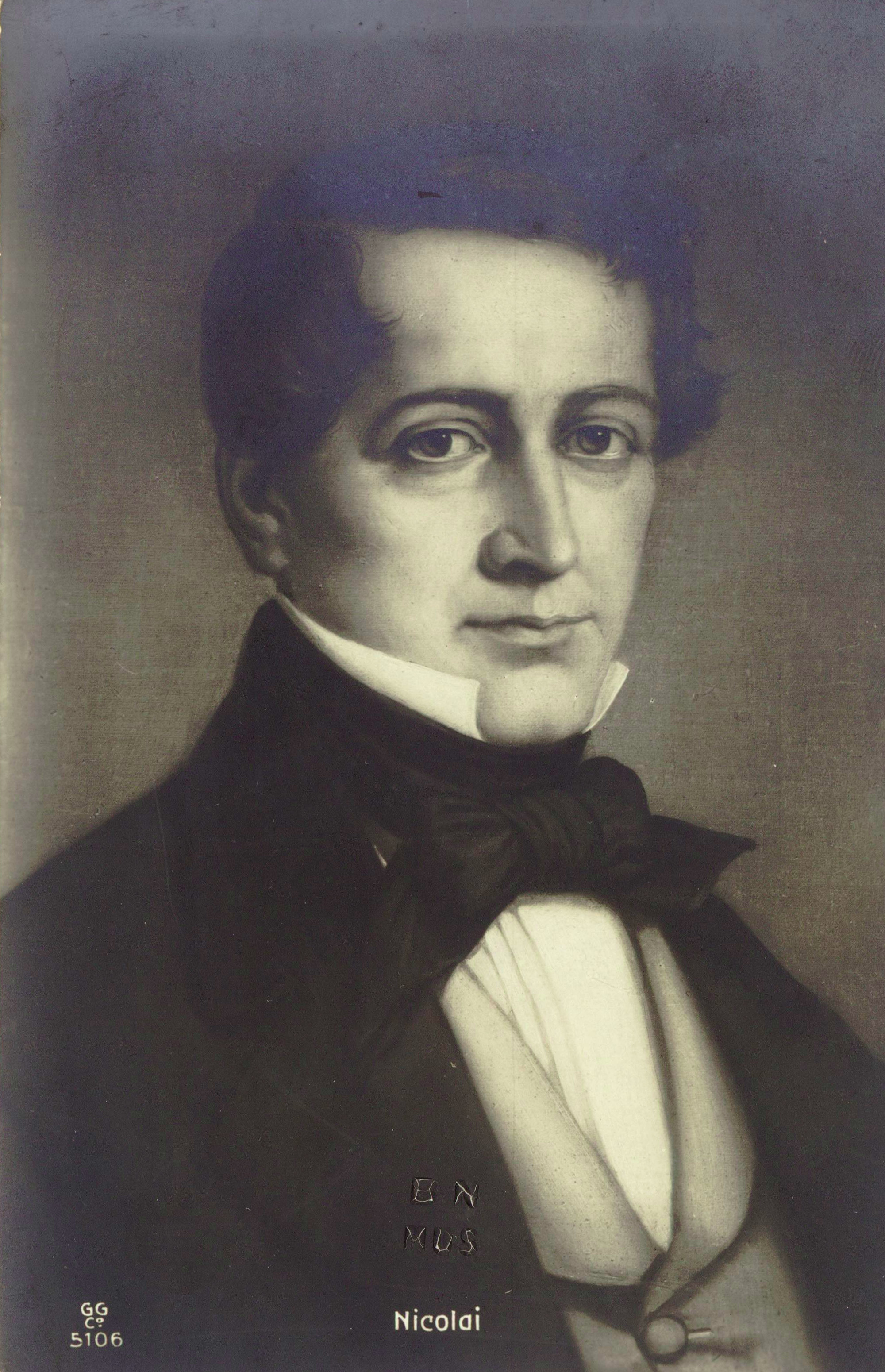
晩年
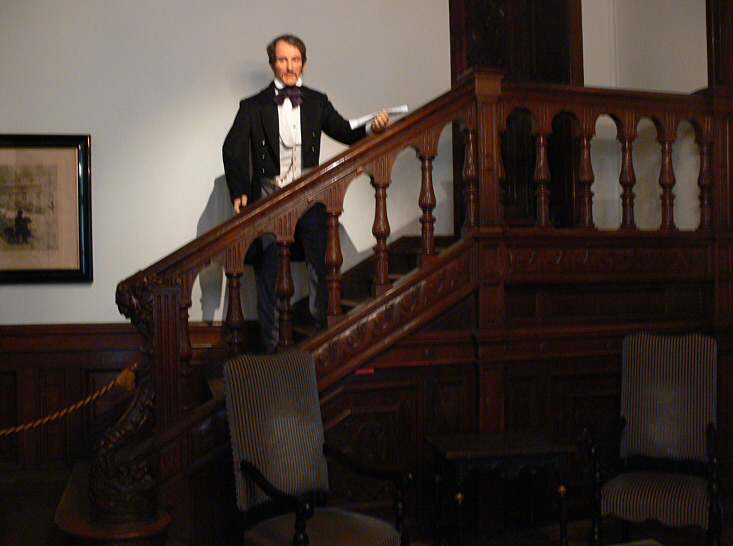
階段から見下ろすニコライの等身大の像（音楽の家、ウィーン）

## 作品

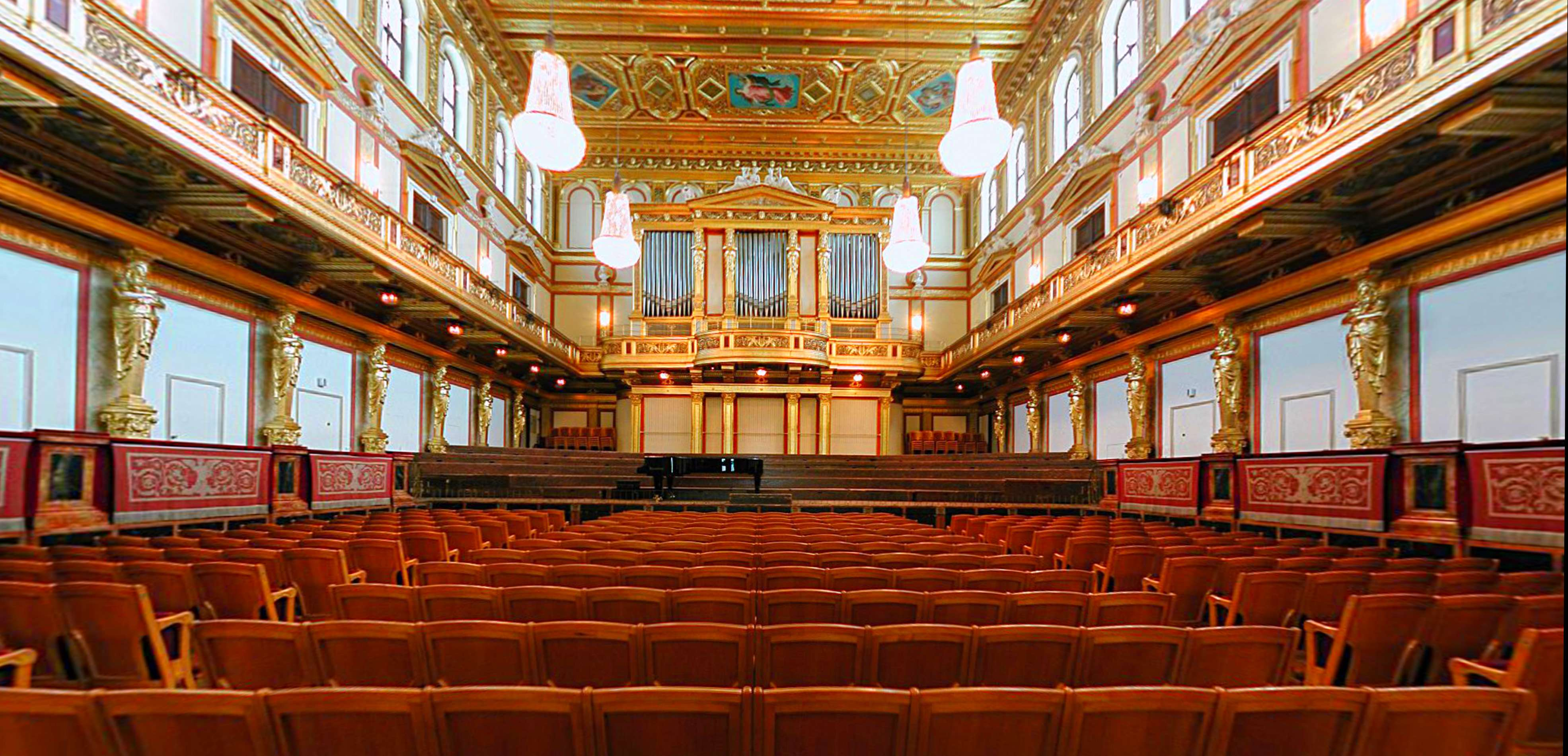
ウィーン楽友協会大ホール

### オペラ
- Rosamonda d'Inghilterra（エンリーコ2世、1839年）
- Il Templario（神殿の騎士、1840年）
- Odoardo e Gildippe（1841年）
- Die Heimkehr des Verbannten（追放された男、1844年）
- ウィンザーの陽気な女房たち（1849年）

- La figlia abbandonata (Die verlassene Tochter); Libretto: Stummel, Fragment; Mailand 1837; daraus konzertante Teilaufführung des Quintetts, Mailand 1837
- Enrico secondo (Heinrich II), Melodrama, 2 Akte; Libretto: Felice Romani; 1837/38, UA: 26. November 1839 in Triest, Teatro Grande; ursprünglich Rosamonda d’Inghilterra (Rosamund aus England)
- Gildippe ed Odoardo (Gildippe ist die Gemahlin von Baron Eduard), Melodrama, 3 Akte; Libretto: Temistocle Solera; UA: 26. Dezember 1840 in Genua, Teatro Regio
- Proserpina (Tochter des Jupiters und der Ceres und Gattin des Pluto, der sie in die Unterwelt entführt und zu seiner Gemahlin macht), Oper, 1841, Fragment
- Il proscritto (Der Geächtete), 1841, melodramma tragico, 3 Akte, Libretto: Gaetano Rossi; UA: 13. März 1841, Mailand, Teatro alla Scala

### 交響曲
- 交響曲第1番 ハ短調
- 交響曲第2番 ニ長調

### 管弦楽曲
- Weihnachtsouvertüre über den Choral „Vom Himmel hoch“ (1833)
- Phantasie mit Bravourvariationen über Norma (Vincenco Bellini) für Klavier und Orchester op. 25
- Variations brillantes über Themen aus der Oper „La Sonnambula“ von Bellini in der Bearbeitung für Klarinette und Orchester op. 26
- Kirchliche Festouvertüre über den Choral „Ein feste Burg ist unser Gott“ für Orchester, Chor und Orgel op. 31, 1844, UA 1844 im Königsberger Dom unter seiner Leitung, anlässlich des 300-jährigen Gründungsjubiläums der Königsberger Universität.
- Ouvertüre zur Oper Il Templario (1839)
- Ouvertüre zur Oper Il Proscritto (1841)
- Ouvertüre zur Oper Die Heimkehr des Verbannten/Der Verbannte (1843/1849). [Nicht identisch mit der Ouvertüre zum Proscritto]

### 宗教音楽
- Te Deum für acht Solostimmen, achtstimmigen Chor und Orchester (1832; Klavierauszug Berlin 1938)
- Messe Nr. 1 D-Dur für vier Solostimmen, vierstimmigen Chor und Orchester (1832; überarbeitet 1844)
- Graduale de Beata Vergine „Benedicta et venerabilis“ für Solostimmen und Chor mit Orchester (1834)
- Psalmus 54 für zehnstimmigen Doppelchor a cappella [und Orgel] (1834; überarbeitet 1835/1836)
- Hymnus in Urbis laudem „O Roma nobilis“ für Männerchor a cappella (1835)
- Pater noster für achtstimmigen Chor a cappella, op. 33 (1836, Mainz 1846)
- Offertorium in Assumptione Beatae Mariae Virginis „Assumpta est Maria“ für fünf Solostimmen und fünfstimmigen Chor, op. 38 (1846, Wien 1846)
- Salve regina für Mezzosopran und Orchester, op. 39 (1846, Wien 1847)
- Der 13. Psalm für acht Solostimmen, vierstimmigen Chor a cappella [und Klavier] (1846)
- Der 98. Psalm für vier Solostimmen, achtstimmigen Doppelchor und Orchester (1847)
- Liturgie Nr. 1 für achtstimmigen Chor a cappella (1847)
- Liturgie Nr. 2 für vierstimmigen Chor a cappella (1847)
- Der 84. Psalm für achtstimmigen Chor a cappella (1. Fassung) oder Doppelchor, zwei Trompeten, drei Posaunen und Orgel (2. Fassung) (1848)
- Der 100. Psalm für achtstimmigen Doppelchor a cappella (1848)
- Spruch „Herr, ich habe lieb“ für sechs Solostimmen (1848)
- Der 97. Psalm für vierstimmigen Chor a cappella (1848)
- Der 31. Psalm für achtstimmigen Chor a cappella (1849)
- Ehre sei Gott in der Höhe für achtstimmigen Chor a cappella (Lukas 2,14; aus der Liturgie Nr. 1; F-Dur),
- Die Strafe liegt auf ihm für achtstimmigen Chor a cappella (Jesaja 52,5; Schluss des 31. Psalm mit neuem Text; Es-Dur)
- Ecce enim Deus für achtstimmigen Chor a cappella (Fragment aus dem Psalmus 54; zuvor auch in einer Bearbeitung für acht Solostimmen erschienen; B-Dur)

### 合唱曲
- Preußens Stimme (K. W. Lange) für Singstimme und Klavier, op. 4 (Berlin 1830; bearbeitet für Solo, vierstimmigen Chor, Militär-Musikcorps und Orchester 1848, Berlin 1849)
- Sechs vierstimmige Lieder für Sopran, Alt, Tenor und Bass, op. 6 (Leipzig 1830)
- Zwei Kanons für vier Stimmen und Klavier ad libitum, op. 8 (1833)
- Verschiedene Empfindungen an einem Platze (Goethe) für Sopran, 2 Tenöre, Bass und Klavier, op. 9 (um 1830, Halle 1832)
- Königslieder für vier Männerstimmen, op. 10 (um 1830–1833)
- Lied am runden Tisch (Köppen) für zwei vierstimmige Männerchöre (um 1830–1833)
- Vier Gesänge für vier Männerstimmen, op. 17 (um 1832)

### ミサ曲
- ミサ曲ニ調（1835年）

### 歌曲
- Wenn sanft des Abends, op. 2a
- Der Schäfer im Mai / Männersinn, op. 3
- Abschied, op. 13
- Auf ewig dein, op. 14
- Wie der Tag mir schleicht / Willkommen du Gottes Sonne / Die Schwalbe, op. 15
- Lebewohl / An die Entfernte / Randino / Das treue Mädchen, op. 16
- Schlafendes Herzenssöhnchen, op. 19
- Rastlose Liebe, op. 23
- Il duolo d’amore / Se tranquillo a te d’accanto / Il desiderio al lido, op. 24
- Die Träne, op. 30
- Die Beruhigung / Der getreue Bub / Stürm, stürm, du Winterwind, op. 34
- Der Kuckuck / Flohjammer / Du bist zu klein, mein Hänselein, op. 35
- Herbstlied, op. 37

### ピアノ曲
- Six danses brillantes
- Rondo capriccioso
- Sonate in d-Moll op. 27
- Mondwalzer
- Etude „Adieu à Liszt“, op. 28
- 3 Études, op. 40

### 映画
- 1940: Falstaff in Wien – 主演: レオポルト・ハイニッシュ